# متلألئة حادة الأوراق
متلألئة حادة الأوراق (الاسم العلمي:Luzula acutifolia) هي نوع من النباتات تتبع جنس المتلألئة من الفصيلة الأسلية.